# Robert Krajinović
Robert Krajinović (Zenica, 8. jul 1972) bosanskohercegovački je pozorišni i televizijski glumac.

## Biografija
Otac mu je iz Buturović-Polja (Konjic), a majka iz Zenice.
Osnovnu školu i gimnaziju završio je u rodnom gradu, a fakultet u Sarajevu (Akademija scenskih umjetnosti UNSA, 2001); prije studija odigrao je pet predstava: Staklena menažerija, Hasanaginica, Probudi se, Kato!, Zmaj od Bosne i Draga moja profesorice.
Najpoznatiji je po ulogama u TV serijama Crna hronika (2004), Viza za budućnost (2005), Pečat (2008), Lud, zbunjen, normalan (2008/09), Dva smo svijeta različita (2011) i Tender (2022/23).
Igrao je u pozorišnim predstavama u BNP Zenica sljedeće uloge: Nečastivi u predstavi Sablazan u Dolini Šentflorijanskoj, Ćamil u predstavi Prokleta avlija, Nepoznati u predstavi Pomrčina krvi, Šandebize i Poše u predstavi Buba u uhu, Krešo u predstavi Komšiluk naglavačke, Sirvo u predstavi Kralju ipak ne sviđa se gluma, Agan u predstavi Nevakat, Kontuzov u predstavi Opšta bolnica i dr. Imao je osam različitih uloga u predstavi Svakog trena mislim na te, zemljo moja. Van BNP Zenica, odigrao je uloge: prof. Švarc u predstavi Lulu (ASU), Jan u predstavi  (ASU), Frank u predstavi Demoni (ASU), Krcko u predstavi Izložba (Motovun, Pula), Ljubazni gospodin u predstavi To je raj lutko moja (SARTR Sarajevo), Raul u predstavi  (ASU), Ričard u predstavi Ričard III (ASU), Ozrik u predstavi Hamlet (NP u Sarajevu), Sebastijan u predstavi Oluja (Kamerni teatar 55 Sarajevo), Gregori u predstavi Romeo i Julija (MESS Sarajevo), Džejms u predstavi Poručnik od Inišmora (Kamerni teatar 55 Sarajevo), Grejam u predstavi Dame biraju (Altteatar Sarajevo), Džonipatin u predstavi Krivi Bili sa Inišmana (Gradsko kazalište Požega), Fabricio u predstavi Mirandolina (HNK Osijek), Gus u predstavi Lift za kuhinju  (Gradsko kazalište Joza Ivakić u Vinkovcima) itd.
Autor je dramskog teksta (Nad)REALNO sa Nezirom Šukalo, kao i predstave Šund naš svagdašnji. Glumac je u predstavi Esktremisti i režiser ove predstave iz 2011. godine.
Uradio je više sinhronizacija animiranih filmova (za FTV i BHT); ističe se ona Dekstera iz Flipera i Lopake. Snimao je i TV reklame.

## Nagrade
- Nagrada za najboljeg glumca — 31. Pozorišne / kazališne igre u Jajcu, 2012. (Darko Lukić, Aida Pilav, Hasan Džafić, Radmila Smiljanić, Almir Imširević: Stranci, rež.: Lajla Kaikčija)
- ›MALA LISKA‹ — Festival komedije »Mostarska liska«, Mostar 2009. (Hristo Bijčev: Opšta bolnica, rež.: Goran Bulajić)
- Nagrada stručnog žirija za najbolje glumačko ostvarenje — 28. Susreti pozorišta BiH Jajce 2009. (Derviš Sušić, Hasan Džafić: Nevakat, rež.: Slađana Kilibarda)
- Nagrada za najbolje glumačko ostvarenje —  Festival bosanskohercegovačke drame Zenica 2007. (Dževad Karahasan: Kralju ipak ne sviđa se gluma, rež.: Lajla Kaikčija)
- Nagrada za najbolje glumačko ostvarenje —  Festival bosanskohercegovačke drame Zenica 2003. (Ivo Andrić, Slobodan Stojanović: Prokleta avlija, rež.: Slobodan Stojanović)
- Nagrada za najbolji glumački rad na Odsjeku Gluma na ASU Sarajevo — 2000. (Dame biraju, rež.: Admir Glamočak)

## Spoljašnje veze
- Robert Krajinović na sajtu  (jezik: engleski)
- : tag ’robert krajinovic’ (jezik: bošnjački)
- : teatrografija i biografija (jezik: bošnjački)